# محمد شيخ (لاعب كريكت)
محمد شيخ (29 أغسطس 1980 بنيروبي في كينيا - ) (بالإنجليزية: Mohammad Sheikh)‏ هو لاعب كريكت كيني. شارك مع منتخب كينيا الوطني للكريكت.